# Campeonato Sul-Americano de Corta-Mato de 2013
O 28º Campeonato Sul-Americano de Corta-Mato de 2013 foi realizado em Concordia, na Argentina, no dia 24 de fevereiro de 2013. Participaram da competição 91 atletas de sete nacionalidades distribuídos em seis provas. Na categoria sênior masculino Gilmar Lopes do Brasil levou o ouro, e na categoria sênior feminino Cruz Nonata da Silva do Brasil levou o ouro. 

## Medalhistas
Esses foram os campeões da competição. 
| Evento                   | Ouro                             | Ouro  | Prata                         | Prata | Bronze                           | Bronze |
| ------------------------ | -------------------------------- | ----- | ----------------------------- | ----- | -------------------------------- | ------ |
| Individual               |                                  |       |                               |       |                                  |        |
| Masculino sênior (12 km) | Gilmar Lopes · Brasil            | 39:58 | Valério Fabiano · Brasil      | 40:01 | Leandro Prates Oliveira · Brasil | 40:12  |
| Masculino junior (8 km)  | Thiago do Rosário André · Brasil | 27:09 | Adélio dos Santos · Brasil    | 27:27 | Victor Alves da Silva · Brasil   | 27:32  |
| Masculino juvenil (4 km) | Wewerton Fidelis · Brasil        | 13:26 | Felipe Rocha e Pinto · Brasil | 13:42 | Mateus Santos de Jesus · Brasil  | 13:45  |
| Feminino sênior (8 km)   | Cruz Nonata da Silva · Brasil    | 30:25 | Nadia Rodríguez · Argentina   | 30:50 | Michele das Chagas · Brasil      | 31:04  |
| Feminino junior (6 km)   | Jéssica Ladeira Soares · Brasil  | 23:26 | Belén Casetta · Argentina     | 23:51 | Hetaira Palacios · Peru          | 23:58  |
| Feminino juvenil (3 km)  | Aldana Sabatel · Uruguai         | 11:20 | Sheyla Eulogio Paucar · Peru  | 11:26 | Carolina Lozano · Argentina      | 11:32  |
| Equipe                   |                                  |       |                               |       |                                  |        |
| Masculino sênior         | Brasil                           | 12    | Uruguai                       | 36    | Argentina                        | 38     |
| Masculino júnior         | Brasil                           | 12    | Argentina                     | 38    | Uruguai                          | 44     |
| Masculino juvenil        | Brasil                           | 6     | Argentina                     | 15    | Uruguai                          | 27     |
| Feminino sênior          | Brasil                           | 13    | Argentina                     | 29    | Uruguai                          | 56     |
| Feminino júnior          | Brasil                           | 22    | Argentina                     | 33    | Uruguai                          | 53     |
| Feminino juvenil         | Argentina                        | 16    | Uruguai                       | 24    |                                  |        |

## Resultados da corrida

### Masculino sênior (12 km)
Individual
| Posição           | Atleta                  | Nacionalidade | Tempo |
| ----------------- | ----------------------- | ------------- | ----- |
| Medalha de ouro   | Gilmar Lopes            | Brasil        | 39:58 |
| Medalha de prata  | Valério Fabiano         | Brasil        | 40:01 |
| Medalha de bronze | Leandro Prates Oliveira | Brasil        | 40:12 |
| 4                 | Santiago Casco          | Uruguai       | 40:58 |
| 5                 | Raúl Machacuay          | Peru          | 41:10 |
| 6                 | Éderson Pereira         | Brasil        | 41:43 |
| 7                 | Jorge Luis Mérida       | Argentina     | 42:15 |
| 8                 | Martín Méndez           | Argentina     | 42:33 |
| 9                 | Eduardo Gregorio        | Uruguai       | 43:06 |
| 10                | Roberto Carlos Balcedo  | Argentina     | 43:18 |
| 11                | Martín Cuestas          | Uruguai       | 43:48 |
| 12                | Nicolas Cuestas         | Uruguai       | 44:19 |
| 13                | Enrique José Costa      | Argentina     | 44:55 |
| 14                | Franco Forestier        | Uruguai       | 45:12 |
| —                 | Derlis Ayala            | Paraguai      | DNF   |
| —                 | Daniel Chaves da Silva  | Brasil        | DNF   |

Equipe
| Gilmar Lopes            | 1 |
| Valério Fabiano         | 2 |
| Leandro Prates Oliveira | 3 |
| Éderson Pereira         | 6 |

| Santiago Casco   | 4  |
| Eduardo Gregorio | 9  |
| Martín Cuestas   | 11 |
| Nicolas Cuestas  | 12 |

| Jorge Luis Mérida      | 7  |
| Martín Méndez          | 8  |
| Roberto Carlos Balcedo | 10 |
| Enrique José Costa     | 13 |

### Masculino júnior (8 km)
Individual
| Posição           | Atleta                       | Nacionalidade | Tempo |
| ----------------- | ---------------------------- | ------------- | ----- |
| Medalha de ouro   | Thiago do Rosário André      | Brasil        | 27:09 |
| Medalha de prata  | Adélio dos Santos            | Brasil        | 27:27 |
| Medalha de bronze | Victor Alves da Silva        | Brasil        | 27:32 |
| 4                 | Jhordan Alonso Ccope         | Peru          | 27:39 |
| 5                 | Leonel César                 | Argentina     | 27:41 |
| 6                 | José Rodrigo Vieira da Silva | Brasil        | 28:04 |
| 7                 | Lucas Jaramillo              | Chile         | 28:12 |
| 8                 | Gabriel Corda                | Argentina     | 28:54 |
| 9                 | Óscar Cáceres                | Uruguai       | 29:17 |
| 10                | Mauricio Castillo            | Uruguai       | 29:45 |
| 11                | Cristian Segovia             | Uruguai       | 29:47 |
| 12                | Nicolás Giménez              | Argentina     | 30:11 |
| 13                | Juan Ignacio Segovia         | Argentina     | 30:42 |
| 14                | Andrés Blasina               | Uruguai       | 31:09 |
| 15                | Fernando Benítez             | Uruguai       | 32:28 |

Equipe
| Thiago do Rosário André      | 1 |
| Adélio dos Santos            | 2 |
| Victor Alves da Silva        | 3 |
| José Rodrigo Vieira da Silva | 6 |

| Leonel César         | 5  |
| Gabriel Corda        | 8  |
| Nicolás Giménez      | 12 |
| Juan Ignacio Segovia | 13 |

| Óscar Cáceres     | 9  |
| Mauricio Castillo | 10 |
| Cristian Segovia  | 11 |
| Andrés Blasina    | 14 |

### Masculino juvenil (4 km)
Individual
| Posição           | Atleta                 | Nacionalidade | Tempo |
| ----------------- | ---------------------- | ------------- | ----- |
| Medalha de ouro   | Wewerton Fidelis       | Brasil        | 13:26 |
| Medalha de prata  | Felipe Rocha e Pinto   | Brasil        | 13:42 |
| Medalha de bronze | Mateus Santos de Jesus | Brasil        | 13:45 |
| 4                 | Diego Olmedo           | Argentina     | 14:00 |
| 5                 | Germán Elizondo        | Argentina     | 14:04 |
| 6                 | Gerardo Larios         | Argentina     | 14:20 |
| 7                 | Gabriel Rodríguez      | Argentina     | 14:24 |
| 8                 | Kevin Gadea            | Uruguai       | 14:33 |
| 9                 | Mariano Moreira        | Uruguai       | 14:37 |
| 10                | Waldemar González      | Uruguai       | 15:15 |
| 11                | Nicolás Opizzo         | Uruguai       | 15:36 |
| 12                | Santiago Navarrete     | Uruguai       | 16:12 |

Equipe
| Wewerton Fidelis       | 1 |
| Felipe Rocha e Pinto   | 2 |
| Mateus Santos de Jesus | 3 |

| Diego Olmedo    | 4 |
| Germán Elizondo | 5 |
| Gerardo Larios  | 6 |

| Kevin Gadea       | 8  |
| Mariano Moreira   | 9  |
| Waldemar González | 10 |

### Feminino sênior (8 km)
Individual
| Posição           | Atleta                      | Nacionalidade | Tempo |
| ----------------- | --------------------------- | ------------- | ----- |
| Medalha de ouro   | Cruz Nonata da Silva        | Brasil        | 30:25 |
| Medalha de prata  | Nadia Rodríguez             | Argentina     | 30:50 |
| Medalha de bronze | Michele das Chagas          | Brasil        | 31:04 |
| 4                 | Sueli Silva                 | Brasil        | 31:15 |
| 5                 | Tatiele Roberta de Carvalho | Brasil        | 31:37 |
| 6                 | Fiorella Hermitaño          | Peru          | 32:03 |
| 7                 | Hortencia Arzapalo          | Peru          | 32:29 |
| 8                 | Viviana Micaela Chávez      | Argentina     | 32:57 |
| 9                 | Nancy Soledad Gallo         | Argentina     | 33:27 |
| 10                | Lorena Carussi              | Argentina     | 33:55 |
| 11                | María Laura Bazallo         | Uruguai       | 34:20 |
| 12                | María Verónica Domínguez    | Paraguai      | 35:28 |
| 13                | Rosa Elizabeth Ramos        | Paraguai      | 35:55 |
| 14                | Marisol Redón               | Uruguai       | 36:33 |
| 15                | Laura del Puerto            | Uruguai       | 37:48 |
| 16                | Lorena Sosa                 | Uruguai       | 38:25 |
| 17                | Ana Laura Méndez            | Uruguai       | 39:34 |

Equipe
| Cruz Nonata da Silva        | 1 |
| Michele das Chagas          | 3 |
| Sueli Silva                 | 4 |
| Tatiele Roberta de Carvalho | 5 |

| Nadia Rodríguez        | 2  |
| Viviana Micaela Chávez | 8  |
| Nancy Soledad Gallo    | 9  |
| Lorena Carussi         | 10 |

| María Laura Bazallo | 11 |
| Marisol Redón       | 14 |
| Laura del Puerto    | 15 |
| Lorena Sosa         | 16 |

### Feminino júnior (6 km)
Individual
| Posição           | Atleta                            | Nacionalidade | Tempo |
| ----------------- | --------------------------------- | ------------- | ----- |
| Medalha de ouro   | Jéssica Ladeira Soares            | Brasil        | 23:26 |
| Medalha de prata  | Belén Casetta                     | Argentina     | 23:51 |
| Medalha de bronze | Hetaira Palacios                  | Peru          | 23:58 |
| 4                 | Evelyn Escobar                    | Peru          | 24:18 |
| 5                 | Sunilda Lozano                    | Peru          | 24:36 |
| 6                 | Nathalia de Assis Ramalho         | Brasil        | 24:41 |
| 7                 | July Ferreira da Silva            | Brasil        | 24:46 |
| 8                 | Jacira Coutinho de Freitas Santos | Brasil        | 25:26 |
| 9                 | Sofía Luna                        | Argentina     | 25:52 |
| 10                | Tamara Arias                      | Argentina     | 26:15 |
| 11                | María Pía Fernández               | Uruguai       | 26:30 |
| 12                | Raffaella Bellizzi                | Argentina     | 27:27 |
| 13                | Mónica Acuña                      | Uruguai       | 28:59 |
| 14                | Camila Prado                      | Uruguai       | 29:18 |
| 15                | Jennifer Vivas                    | Uruguai       | 29:51 |
| 16                | Verónica Moraña                   | Uruguai       | 30:17 |

Equipe
| Jéssica Ladeira Soares            | 1 |
| Nathalia de Assis Ramalho         | 6 |
| July Ferreira da Silva            | 7 |
| Jacira Coutinho de Freitas Santos | 8 |

| Belén Casetta      | 2  |
| Sofía Luna         | 9  |
| Tamara Arias       | 10 |
| Raffaella Bellizzi | 12 |

| María Pía Fernández | 11 |
| Mónica Acuña        | 13 |
| Camila Prado        | 14 |
| Jennifer Vivas      | 15 |

### Feminino juvenil (3 km)
Individual
| Posição           | Atleta                       | Nacionalidade | Tempo |
| ----------------- | ---------------------------- | ------------- | ----- |
| Medalha de ouro   | Aldana Sabatel               | Uruguai       | 11:20 |
| Medalha de prata  | Sheyla Eulogio Paucar        | Peru          | 11:26 |
| Medalha de bronze | Carolina Lozano              | Argentina     | 11:32 |
| 4                 | Nélida Palomino              | Peru          | 11:43 |
| 5                 | Luz Mariana Paco             | Bolívia       | 11:47 |
| 6                 | Melina Mandrile              | Argentina     | 11:50 |
| 7                 | Jennifer Rodríguez           | Argentina     | 12:07 |
| 8                 | Thayna Silva de Melo         | Brasil        | 12:16 |
| 9                 | Tania Tolomeo                | Argentina     | 12:26 |
| 10                | Ana Karolyne de Campos Silva | Brasil        | 12:32 |
| 11                | Aldana Machado               | Uruguai       | 12:49 |
| 12                | Alfonsina Rivedieu           | Uruguai       | 13:23 |
| 13                | Nicole Techera               | Uruguai       | 13:57 |
| 14                | Valentina Álvarez            | Uruguai       | 14:31 |
| —                 | Graziele Zarri               | Brasil        | DNF   |

Equipe
| Carolina Lozano    | 3 |
| Melina Mandrile    | 6 |
| Jennifer Rodríguez | 7 |

| Aldana Sabatel     | 1  |
| Aldana Machado     | 11 |
| Alfonsina Rivedieu | 12 |

| Thayna Silva de Melo         | 8   |
| Ana Karolyne de Campos Silva | 10  |
| Graziele Zarri               | DNF |

## Quadro de medalhas (não oficial)
| Ordem | País      | Medalha de ouro | Medalha de prata | Medalha de bronze | Total |
| ----- | --------- | --------------- | ---------------- | ----------------- | ----- |
| 1     | Brasil    | 10              | 3                | 4                 | 17    |
| 2     | Argentina | 1               | 6                | 2                 | 9     |
| 3     | Uruguai   | 1               | 2                | 4                 | 7     |
| 4     | Peru      | 0               | 1                | 1                 | 2     |
|       | TOTAL     | 12              | 12               | 11                | 35    |

* Nota: O total de medalhas incluem  as competições individuais e de equipe, com medalhas na competição por equipe contando como uma medalha.

## Participação
De acordo com uma contagem não oficial, participaram 91 atletas de 7 nacionalidades. 
| - Argentina (24) - Bolívia (1) - Brasil (23) | - Chile (1) - Paraguai (3) | - Peru (9) - Uruguai (30) |